# Paralimna javana
Paralimna javana är en tvåvingeart som beskrevs av Wulp 1891. Paralimna javana ingår i släktet Paralimna och familjen vattenflugor. Inga underarter finns listade i Catalogue of Life.